# (7661) Reincken
(7661) Reincken (1994 PK38) – planetoida z pasa głównego asteroid okrążająca Słońce w ciągu 4,89 lat w średniej odległości 2,88 j.a. Odkryta 10 sierpnia 1994 roku.